# Nouzov (Chotěšice)
Nouzov je vesnice v okrese Nymburk, je součástí obce Chotěšice. Nachází se 2 km na jihozápad od Chotěšic. Vesnicí prochází silnice I/32 a přiléhají k ní rybníky Vražda a Komorní rybník na Záhornickém potoce a Bílek na Smíchovském potoce.

## Historie
První písemná zmínka o vesnici pochází z roku 1583.

## Pamětihodnosti
- Usedlosti čp. 5 a 6
- Krucifix na návsi

## Další fotografie

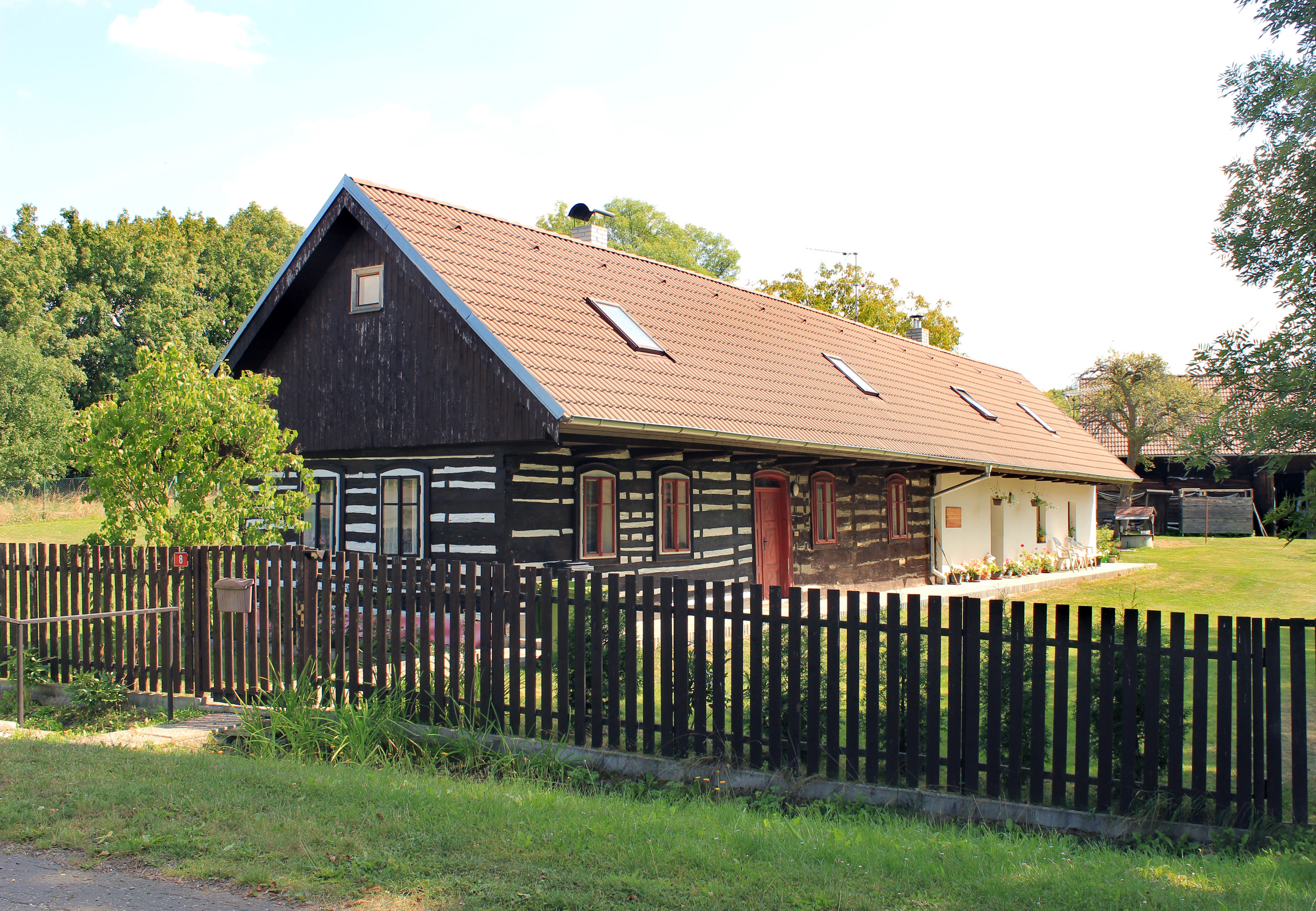
Chalupa čp. 8
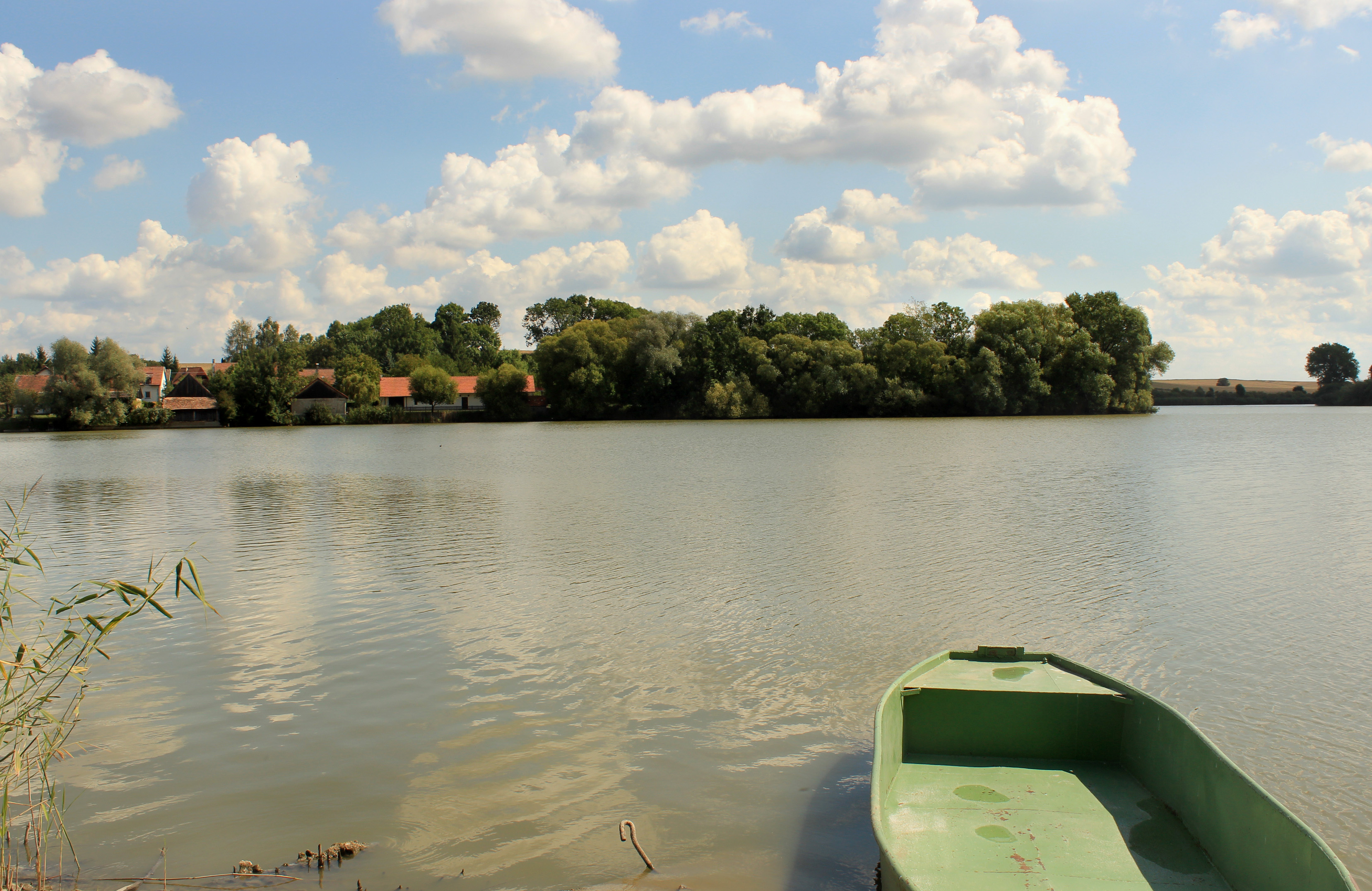
Rybník Vražda
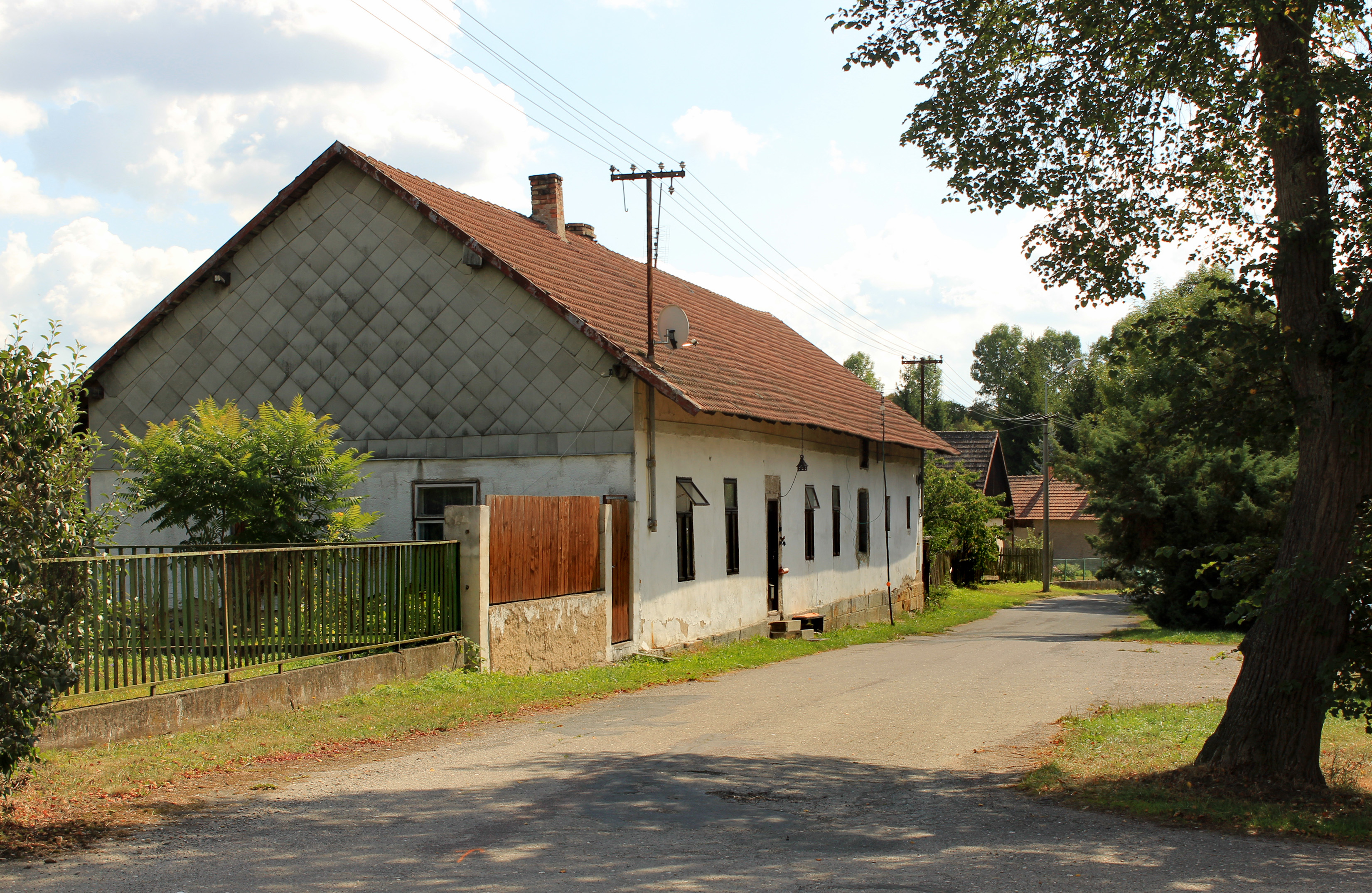
Postranní ulice
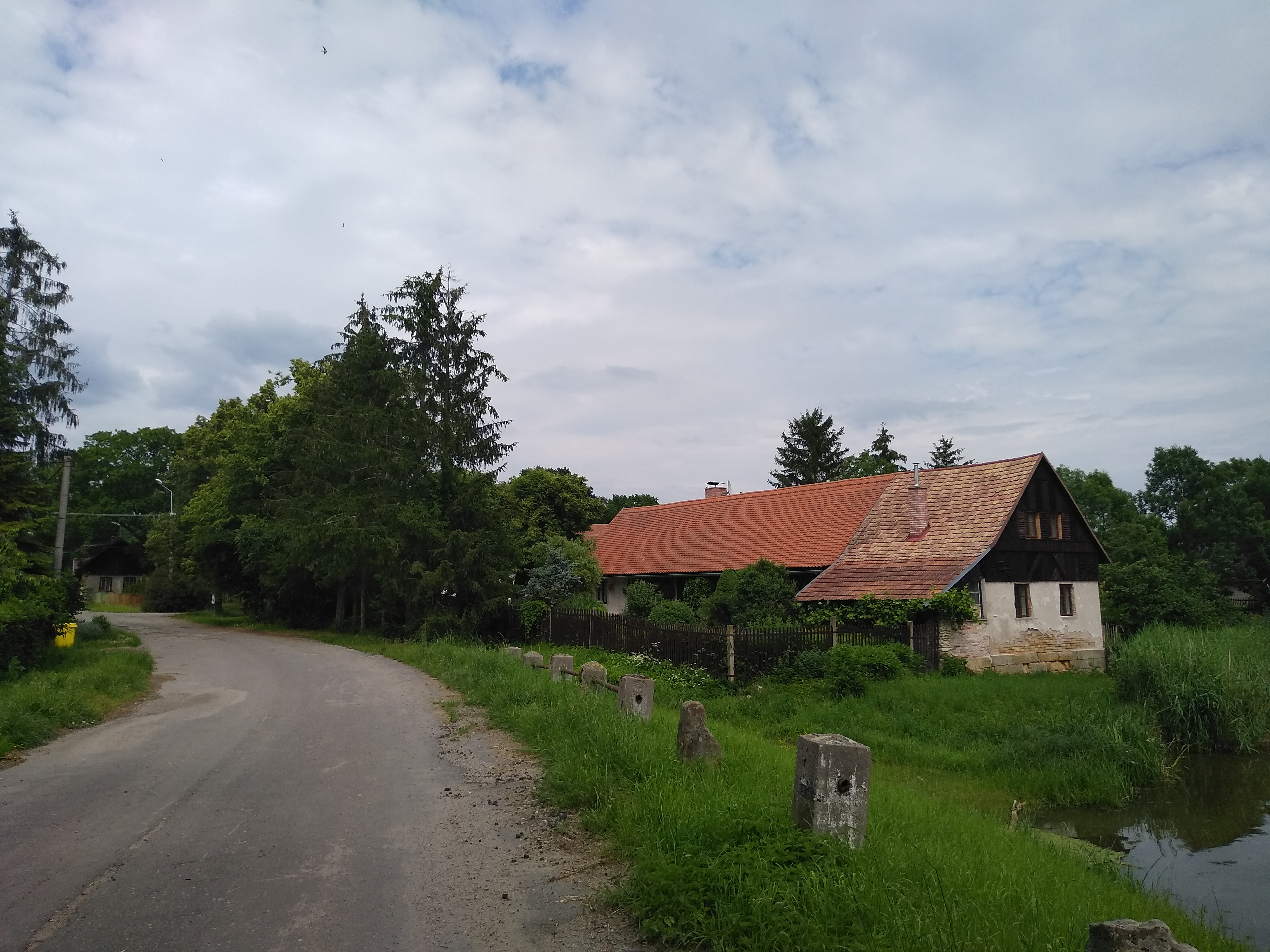